# Gilleleje
Gilleleje es una localidad situada en el municipio de Gribskov, en la región Capital (Dinamarca), con una población en 2012 de unos 6573 habitantes.
Se encuentra ubicada en el extremo norte de la isla de Selandia, junto a la costa del Kattegat, mar Báltico.